# Glyphodes caesalis
Glyphodes caesalis is een vlinder uit de familie van de grasmotten (Crambidae), uit de onderfamilie van de Spilomelinae. De wetenschappelijke naam van deze soort is voor het eerst voorgesteld door Francis Walker in een publicatie uit 1859.

## Verspreiding
De soort komt voor in India, Bangladesh, Sri Lanka, Andamanen, China (Hainan, Hong Kong), Myanmar, Thailand, Taiwan, de Filipijnen, Indonesië (Molukken, Papoea), Papoea-Nieuw-Guinea, Australië (Queensland) en Fiji.

## Waardplanten
De rups leeft op Artocarpus altilis en  Artocarpus heterophyllus (Moraceae).